# 南台 (相模原市)
南台（みなみだい）は、神奈川県相模原市南区の町丁。現行行政地名は南台一丁目から六丁目。住居表示実施済区域。

## 地理
相模原市南区の南部に位置し、南西に相模台、北西に上鶴間、北東に旭町、南東に松が枝町・東林間、南に座間市相模が丘と接している。

### 地価
住宅地の地価は、2023年（令和5年）1月1日の公示地価によれば、南台二丁目2-6の地点で19万9000円/m2となっている。

## 歴史
当区域は元々「相模野」・「相模原」と呼ばれる原野の一部であり、周辺農村の秣場とされていた。それまで人が誰も住んでおらず江戸時代は狐や兎が住み着く徳川将軍の鷹狩りの一部に過ぎなかった。
江戸末期の嘉永6年（1853年）にこの入会地が分割されて周辺各村の領域に組み込まれ、小田急相模原駅付近は高座郡上鶴間村、新戸村、座間宿村北広野、新田宿村飛び地の各村が境界を接する区域となった。
それらの村はやがて1889年の明治の大合併により同郡新磯村大字新戸・大字磯部（相模原市南区相模台）、座間村大字座間字北広野・大字新田宿飛び地字見分塚（座間市相模が丘）、この南台は高座郡大野村大字上鶴間字中和田新開・字谷口となった。
1875年この地の将来性に着目した高座郡綾瀬村蓼川の平出富士太郎という、豪商(醤油製造業)・豪農(田畑百町歩)の長男で農業の多角経営者が私財を投じて、渋谷村福田の保田善兵衛所有の小田急相模原駅の周りと駅の北側一帯、座間村域の北広野の一部を含むこの地、約二十町歩を購入し、当時の座間村の人々に開拓を勧め呼びかけた。その後、その熱い呼びかけに応えて座間河原宿在住の鈴木孫七以下7名が開拓に加わった。まだ一面の萱（かや）が生い茂る不毛の原野で秣場であった南台に、初めて人の手が入ったのは1877年であり、原野の開拓が進められた。元々この地には府中道（行幸道路）という、厚木から当時の武蔵の国、国府が置かれていた府中に通じる古街道が通っており、開拓はこの街道に沿って行われた。開拓者たちは座間から毎日鍬を担ぎ弁当持参のわらじ履きで通っていた。そのうち1880年12月、新開の中にようやく一戸の家を建てて全員で住み着いた。この時からこの地は中和田新開または蓼川新開と呼ばれるようになった。屋敷内には祠と鳥居を建立し、伏見稲荷大社から主祭神正一位伏見稲荷大明神神璽（おみたま）の勧請を受け祠に御鎮座。「屋敷稲荷」をお祀りし、先人たちは家業の繁栄と家内安全を願い、毎年2月最初の午の日「初午」には、近所の人々が御馳走を持って集まり、子供たちにはお菓子が配られ楽しいひと時を過ごす『稲荷講』が開かれた。道祖神は、中和田新開が開かれた頃、西側のサウザンロード相模台（国立病院通り）沿いに建てられていたが、当初の碑は盗難に遭い南台五丁目行幸道路脇に新設され、「屋敷稲荷」と共に開墾から150年近く経った今も大切に祀られて地域の発展を見守っている。
萱や茨の生い茂ったこの土地の開墾は、「あげうね」といって、萱や雑木の切株に土を被せてその腐るのを待つ方式で、平らな畑地になるまで数年費やした。当初の作物は、粟・菜類・甘藷・きび・蕎麦や唐辛子等で陸稲はほとんどとれず、そのため、萱刈り（屋根葺きの材料）や炭焼きなどの農間余業に精を出し、夜はランプの光のもとでたいてい藁仕事であった。
水は当初の3年は篠原新開の篠原家の貰い水で、400～500メートルも離れた井戸から桶を担いでの作業に苦心し、中和田新開に平出富士太郎翁の計画に基づいて土地の状況をみて、村人皆で力を合わせ30メートルの深い井戸を掘りようやく1883年に3つ掘りあげ風呂は共同だった。
その後、1894年になって新開の座間村域北広野に座間中宿出身者1人が居を構え入植に加わる。1901年には開拓者たちは次々と府中道（現・南台五丁目付近）に沿った本家隣地に分家し、新たな入植者も加わり、新開地は一つの集落として活気をおびて来た。
1919年3月15日、新開四十年記念碑建立時の頃には14戸にまでなって、府中道と辰街道の交差する座間分を含めた未開地のなかに小さな集落が出来上がり、これが小田急相模原駅北口周辺発展の「原点」となった。
1927年4月1日には小田原急行鉄道小田原線が開通したが、新原町田駅～座間駅（現・相武台前駅）間には駅がなく中和田新開を通過するだけであった。
1928年3月31日には新開に電灯が点いた。
1937年9月30日に、市ヶ谷より陸軍士官学校が座間の地に移転してくると、翌1938年から、高座郡大野村に臨時東京第三陸軍病院、陸軍電信第一連隊（東部第八十八部隊、現・上鶴間米軍ハウス）、原町田陸軍病院（後の相模原陸軍病院、戦後は在日米軍医療センター）や、原町田通信学校（正式名称は陸軍通信学校、現・相模女子大学ほか）、原町田兵器学校（正式名称は陸軍兵器学校、現・学校法人麻布獣医学園）が開設され、当時陸軍は小田原線・江ノ島線沿いの大野村上鶴間（現・相模原市南区上鶴間・相模大野・東林間・相南・松が枝町・旭町・豊町・栄町・南台）、小田急相模原駅近辺の新磯村新戸（現・相模原市南区相模台）磯部（現・相模原市南区相模台・相模台団地・桜台）、座間町新田宿飛地見分塚（現・座間市相模が丘五丁目）・座間字北広野・座間字中広野（現・座間市相模が丘一丁目～三丁目）までの地域を原町田の一部としてまとめて扱うことが多く、電信電話は町田郵便局管轄であった。

大きな転換点となったのは、前述のとおり臨時東京第三陸軍病院の進出である。1938年3月1日の開院に合わせ、小田原急行鉄道が、中和田新開を通過していた小田原線上の座間町と大野村の行政界に相模原駅を開業し、後に同駅と同病院を結ぶ街路周辺が市街化する契機となった。同年6月1日には小田原急行鉄道がバス事業営業開始・相模原駅（小田急相模原駅）⇔陸軍第三病院（国立病院機構相模原病院）間。
1941年4月29日、大野村は、座間町、新磯村、上溝町、麻溝村、大沢村、田名村、相原村と合併し、人口48,482人の高座郡相模原町が誕生したが、1948年9月1日に、旧座間町域（座間市域）が相模原町から分離独立した。相模原町は残りの区域で、1954年11月20日に市制施行して人口約8万人の相模原市が発足した。
計画年度は不詳だが、南台五丁目（旭ヶ丘自治会地区）に陸軍士官学校等に関係する下士官用住宅を山林の一部を伐り開いて建て始められた。1945年8月の敗戦により用途目的が無くなり中断。しかし、間もなく住宅営団と言う半官半民の組織が、戦災者と引揚者用として建設を進め、同型の住宅が三列に並んで65軒が同年末に完成、入居希望者は抽選で決められた。建物の様子は終戦後の物資の無い時で、屋根は石板葺き、内壁はボール紙という粗末な家だった。水は、一か所の井戸～深さ約20メートル～を四、五軒で使った。当初は「営団」と呼ばれていたが住宅営団が数年後に解散し、各自に買取りが求められた頃から「旭ヶ丘」と呼び名を変えた。
戦争が終わり、中和田新開の古老たちは戦後の荒廃した人心のよりどころにと神社の建立を考えた。境内予定地は行幸道路に面した松林で、新開に関係した平塚在住の所有者から快く用地を譲渡され、1947年4月22日、二宮神社を現在地に建立し、翌4月23日、小田原市の報徳二宮神社から主祭神御分霊の勧請を受け本殿に御鎮座。
同じく敗戦後、東久邇宮首相の「国民皆農主義」の呼びかけもあって、皆が先を争って農業へと回帰することが時代の風潮となった。急ごしらえの「帰農組合」が日本各地で作られ、耕せるところはどこでも耕そうと、耕作地の拡大に積極的に取り組んだ。その政策に基づき農業集落として、南台は「中和田新開」・「鶴ケ丘」とされた。
小田急相模原駅周辺の市街地化と並行して、1958年には日本住宅公団鶴ケ丘団地竣工など更なる住民の増加、産業の発達が見込まれ、電話設備の拡充・電話交換自動化要望の高まりを見せ、当該地域を管轄する町田電報電話局は、局舎を新設し自動交換機を設置した。
- 1960年6月19日：当該区域における町田電報電話局管内[注釈 38]の電話、東京23区・八王子局・武蔵野三鷹局・立川局・調布局・武蔵府中局・青梅局間、同年7月31日相模原局[注釈 39][18]間でダイヤル自動即時化[注釈 40][19][注釈 41][注釈 42][20]。町田局市外局番0274、市内局番なし。
  - 1961年11月5日：全国ダイヤル自動即時化[注釈 43][21][注釈 44]。市外局番変更04274、市内局番なし[注釈 45][注釈 46]。
  - 1964年1月30日：市外局番0427に変更、市内局番22を設定[注釈 47][注釈 48]。
  - 1969年2月：相模大野分局開局[22]につき市内局番44・42に変更[注釈 49]。

1969年7月1日、相模原市上鶴間の米軍ハウスを除く当該地域に町丁として南台一丁目～六丁目を起立し住居表示を施行した。

## ぶどう園
1933年12月、横浜市保土ケ谷区で葡萄酒製造をしていた中垣秀雄（秀賢）は事業の拡張を計画、中和田新開の7町歩（約7ヘクタール。南台三丁目より鶴ケ丘団地を含め、国立病院通りに至る細長い土地）を購入し、葡萄園の経営を始めた。1935年4月、社屋と従業員の家も建ち、葡萄酒の製造が始まった。『皇國葡萄酒』と名付け、宮内省御用達になり、東京のデパート三越には国産はこの葡萄酒しか無かったとも言われた。その後、行幸道路で葡萄園は分断され、数年後には陸軍電信第一連隊の正門を東側にとの軍の命令で、現・ハウス通りが造られ、また分断された。終戦後は、経営の拡張を願い、従業員共々、麻溝台の払下げ地である練兵場開墾に励み大陸から引き揚げて来た開拓団の面倒も見た。しかし『農地改革』により、個人の所有地は2町歩までとなり開墾を中止。1955年頃には事業を一切止めてしまった。名残りは、1999年4月まで『ぶどう園前』バス停があったが『鶴ケ丘』バス停と名前が変わってしまった。

## 世帯数と人口
2020年（令和2年）10月1日現在（国勢調査）の世帯数と人口（総務省調べ）は以下の通りである。
| 丁目       | 世帯数    | 人口     |
| ---------- | --------- | -------- |
| 南台一丁目 | 786世帯   | 1,550人  |
| 南台二丁目 | 1,117世帯 | 2,220人  |
| 南台三丁目 | 1,373世帯 | 2,533人  |
| 南台四丁目 | 964世帯   | 1,807人  |
| 南台五丁目 | 2,173世帯 | 3,853人  |
| 南台六丁目 | 562世帯   | 1,095人  |
| 計         | 6,975世帯 | 13,058人 |

### 人口の変遷
国勢調査による人口の推移。
| 年                 | 人口   |
| ------------------ | ------ |
| 1995年（平成7年）  | 10,747 |
| 2000年（平成12年） | 12,405 |
| 2005年（平成17年） | 12,246 |
| 2010年（平成22年） | 12,461 |
| 2015年（平成27年） | 12,905 |
| 2020年（令和2年）  | 13,058 |

### 世帯数の変遷
国勢調査による世帯数の推移。
| 年                 | 世帯数 |
| ------------------ | ------ |
| 1995年（平成7年）  | 4,834  |
| 2000年（平成12年） | 5,835  |
| 2005年（平成17年） | 5,825  |
| 2010年（平成22年） | 6,196  |
| 2015年（平成27年） | 6,449  |
| 2020年（令和2年）  | 6,975  |

## 学区
市立小・中学校に通う場合、学区は以下の通りとなる（2023年5月時点）。
| 丁目       | 番・番地等 | 小学校                 | 中学校                 |
| ---------- | ---------- | ---------------------- | ---------------------- |
| 南台一丁目 | 全域       | 相模原市立相模台小学校 | 相模原市立相模台中学校 |
| 南台二丁目 | 全域       | 相模原市立鶴の台小学校 | 相模原市立新町中学校   |
| 南台三丁目 | 1～12番    | 相模原市立鶴の台小学校 | 相模原市立新町中学校   |
| 南台三丁目 | 13〜21番   | 相模原市立相模台小学校 | 相模原市立相模台中学校 |
| 南台四丁目 | 全域       | 相模原市立相模台小学校 | 相模原市立相模台中学校 |
| 南台五丁目 | 全域       | 相模原市立相模台小学校 | 相模原市立相模台中学校 |
| 南台六丁目 | 全域       | 相模原市立相模台小学校 | 相模原市立相模台中学校 |

- 三丁目1～12番は、指定変更許可区域。

## 事業所
2021年（令和3年）現在の経済センサス調査による事業所数と従業員数は以下の通りである。
| 丁目       | 事業所数  | 従業員数 |
| ---------- | --------- | -------- |
| 南台一丁目 | 25事業所  | 137人    |
| 南台二丁目 | 15事業所  | 182人    |
| 南台三丁目 | 80事業所  | 1,024人  |
| 南台四丁目 | 31事業所  | 165人    |
| 南台五丁目 | 131事業所 | 930人    |
| 南台六丁目 | 63事業所  | 310人    |
| 計         | 345事業所 | 2,748人  |

### 事業者数の変遷
経済センサスによる事業所数の推移。
| 年                 | 事業者数 |
| ------------------ | -------- |
| 2016年（平成28年） | 349      |
| 2021年（令和3年）  | 345      |

### 従業員数の変遷
経済センサスによる従業員数の推移。
| 年                 | 従業員数 |
| ------------------ | -------- |
| 2016年（平成28年） | 2,731    |
| 2021年（令和3年）  | 2,748    |

## 交通

### 鉄道
- 小田急電鉄 小田原線
  - 小田急相模原駅

### 道路
- 神奈川県道51号町田厚木線（府中道・町田道・行幸道路） - 1937年9月30日、市ヶ谷より現キャンプ座間に移転した陸軍士官学校の卒業式（1937年12月20日挙行）、昭和天皇行幸につき、府中道が改修整備拡張され、行幸道路として原町田駅～士官学校正門まで完成（未完の士官学校正門～座間上宿ほか全面完成は1938年11月）。

## 施設
- ラクアル・オダサガ
- ペアナードオダサガ
- 相模原南警察署 南大野交番
- 相模原南台郵便局 - 1980年（昭和55年）年11月17日開局[31]

## その他

### 日本郵便
- 郵便番号 : 252-0314[3]（集配局 : 座間郵便局[32]）